# Adam Rifkin
Pour les articles homonymes, voir Rifkin.
Adam Rifkin, né à Chicago le 31 décembre 1966, est un scénariste, acteur, réalisateur et producteur américain.

## Biographie
Adam Rifkin est originaire de Chicago et diplômé de l'Academy for the Visual and Performing Arts de cette ville. Établi à Los Angeles dès la fin de ses études, il y réalise à vingt ans sa première comédie : Never on Tuesday.

## Filmographie

### comme scénariste
- 1988 : Never on Tuesday
- 1989 : Going Overboard
- 1990 : The Invisible Maniac
- 1991 : À plein tube ! (The Dark Backward)
- 1994 : À toute allure (The Chase)
- 1997 : La Souris (Mousehunt)
- 1998 : All About Sex (en) (Denial)
- 1998 : Small Soldiers
- 2001 : Without Charlie
- 2002 : Night at the Golden Eagle
- 2007 : Homo Erectus
- 2010 : Un catcheur au grand cœur (Knucklehead)
- 2017 : The Last Movie Star (anciennement : Dog Years)

### comme acteur
- 1988 : Never on Tuesday : William
- 1989 : Going Overboard : Croaker / Miss Spain
- 1990 : Delirium (Disturbed) de Charles Winkler : Gaary
- 1991 : Bikini Island : Desk Boy
- 1991 : À plein tube ! (The Dark Backward) : Rufus Bing
- 1992 : Last Dance : Stoner Guy #1
- 1993 : Psycho Cop Returns : Man with Video Camera
- 1993 : The Flesh Merchant : Man In Bondage Room
- 1993 : Bikini Squad : Singing Teacher
- 1998 : All About Sex (en) (Denial) d'Adam Rifkin : Reuben
- 1998 : Welcome to Hollywood d'Adam Rifkin et Tony Markes : Lui-même
- 1998 : Susan a un plan (Susan's Plan) : Gambler #1
- 1999 : Detroit Rock City : It's Raining Men Billboard Model
- 2001 : Without Charlie : Norman
- 2002 : Night at the Golden Eagle : Man in Private Booth
- 2007 : Homo erectus : Ishbo

### comme réalisateur
- 1988 : Never on Tuesday
- 1989 : Tale of Two Sisters
- 1990 : The Invisible Maniac
- 1991 : À plein tube ! (The Dark Backward)
- 1992 : The Nutt House
- 1993 : Psycho Cop Returns
- 1994 : À toute allure (The Chase)
- 1998 : All About Sex (en) (Denial)
- 1999 : Detroit Rock City
- 2000 : Welcome to Hollywood
- 2001 : Without Charlie
- 2002 : Night at the Golden Eagle
- 2007 : Homo Erectus
- 2017 : The Last Movie Star (anciennement : Dog Years)

### comme producteur
- 1989 : Going Overboard
- 1999 : Touch Me in the Morning
- 2002 : Night at the Golden Eagle
- 2003 : Getting Hal
- 2005 : Grandpa
- 2017 : The Last Movie Star (anciennement : Dog Years)